# توغينغ
توغينغ آم اين (بالألمانية: Töging am Inn) هي بلدة ألمانية تقع في ألمانيا في آلتوتينغ.